# Tianchi
Tianchi (chiń. 天池; pinyin Tiānchí; dosł. „Niebiański Staw”) lub Fukang Tianchi (chiń. 阜康天池; pinyin Fùkāng Tiānchí) – słodkowodne jezioro górskie znajdujące się po północnej stronie pasma Bogda Shan, w Tienszanie, w chińskim regionie autonomicznym Xinjiang, na wschód od Urumczi. Leży na wysokości ok. 2000 m n.p.m. i zajmuje powierzchnię 2,6 km². Zasilane jest wodą z topniejących śniegów, a jego brzegi porośnięte są lasem.
Jezioro oraz pobliskie szlaki górskie stanowią popularną atrakcję turystyczną. Okolice zamieszkałe są przez Kazachów.